# Sha Sha, Yang Yang y Hai Hai
Sha Sha, Yang Yang y Hai Hai son las mascotas oficiales de los Juegos Asiáticos de Playa de 2012, que se celebraron en Haiyang en junio de 2012.